# Almir Velagić
Almir Velagić (Livno, Yugoslavia, 22 de agosto de 1981) es un deportista alemán de origen bosnio que compite en halterofilia.
Ganó tres medallas en el Campeonato Europeo de Halterofilia entre los años 2009 y 2015. Participó en tres Juegos Olímpicos de Verano, ocupando el octavo lugar en Pekín 2008, el octavo en Londres 2012 y el noveno en Río de Janeiro 2016, en la categoría de +105 kg.

## Palmarés internacional
| Campeonato Europeo | Campeonato Europeo | Campeonato Europeo | Campeonato Europeo |
| Año                | Lugar              | Medalla            | Categoría          |
| ------------------ | ------------------ | ------------------ | ------------------ |
| 2009               | Bucarest (Rumania) | Medalla de plata   | +105 kg            |
| 2014               | Tel Aviv (Israel)  | Medalla de bronce  | +105 kg            |
| 2015               | Tiflis (Georgia)   | Medalla de bronce  | +105 kg            |